# Gerald Emmett Carter
Gerald Emmett Carter (Montréal, 1º marzo 1912 – Toronto, 6 aprile 2003) è stato un cardinale e arcivescovo cattolico canadese.

## Biografia
Nacque da una modesta famiglia di origine irlandese. Suo fratello Alexander fu vescovo di Sault Sainte Marie e due delle sue sorelle divennero suore.
Studiò a Montréal, al seminario maggiore e poi all'università, fino a conseguire il dottorato in teologia nel 1947.
Il 22 maggio 1937 fu ordinato presbitero e accanto al suo ministero pastorale si dedicò all'insegnamento. Il 30 gennaio 1953 fu nominato canonico del capitolo cattedrale di Montréal.
Il 1º dicembre 1961 fu nominato vescovo titolare di Altiburo e vescovo ausiliare di London. Fu consacrato vescovo il 2 febbraio 1962 dal cardinale Paul-Émile Léger.
Partecipò al Concilio Vaticano II. Il 17 febbraio 1964 divenne vescovo di London. Dal 1975 al 1977 fu presidente della Conferenza episcopale canadese. Il 27 aprile 1978 fu promosso alla sede metropolitana di Toronto.
Papa Giovanni Paolo II lo elevò al rango di cardinale nel concistoro del 30 giugno 1979, lo stesso giorno ebbe il titolo di Santa Maria in Transpontina.
Fu presidente della Commissione internazionale sull'inglese nella liturgia.
Ebbe poi problemi di salute: un attacco cardiaco nel 1981, la frattura ad un'anca nel 1988. Il 17 marzo 1990, quando già aveva 78 anni, rinunciò al governo pastorale dell'arcidiocesi.
Morì a Toronto e fu sepolto nel mausoleo dei vescovi nel cimitero della Santa Croce della medesima città.

## Genealogia episcopale e successione apostolica
La genealogia episcopale è:
- Cardinale Scipione Rebiba
- Cardinale Giulio Antonio Santori
- Cardinale Girolamo Bernerio, O.P.
- Arcivescovo Galeazzo Sanvitale
- Cardinale Ludovico Ludovisi
- Cardinale Luigi Caetani
- Cardinale Ulderico Carpegna
- Cardinale Paluzzo Paluzzi Altieri degli Albertoni
- Papa Benedetto XIII
- Papa Benedetto XIV
- Cardinale Enrico Enriquez
- Arcivescovo Manuel Quintano Bonifaz
- Cardinale Buenaventura Córdoba Espinosa de la Cerda
- Cardinale Giuseppe Maria Doria Pamphilj
- Papa Pio VIII
- Papa Pio IX
- Cardinale Alessandro Franchi
- Cardinale Giovanni Simeoni
- Cardinale Antonio Agliardi
- Cardinale Basilio Pompilj
- Cardinale Adeodato Piazza, O.C.D.
- Cardinale Paul-Émile Léger, P.S.S.
- Cardinale Gerlad Emmett Carter

La successione apostolica è:
- Arcivescovo Peter Alfred Sutton, O.M.I. (1974)
- Vescovo Eugène Philippe LaRocque (1974)
- Vescovo James Leonard Doyle (1976)
- Vescovo Michael Pearse Lacey (1979)
- Vescovo Robert Bell Clune (1979)
- Arcivescovo Leonard James Wall (1979)
- Vescovo Attila Miklósházy, S.I. (1989)